# Pannenlap

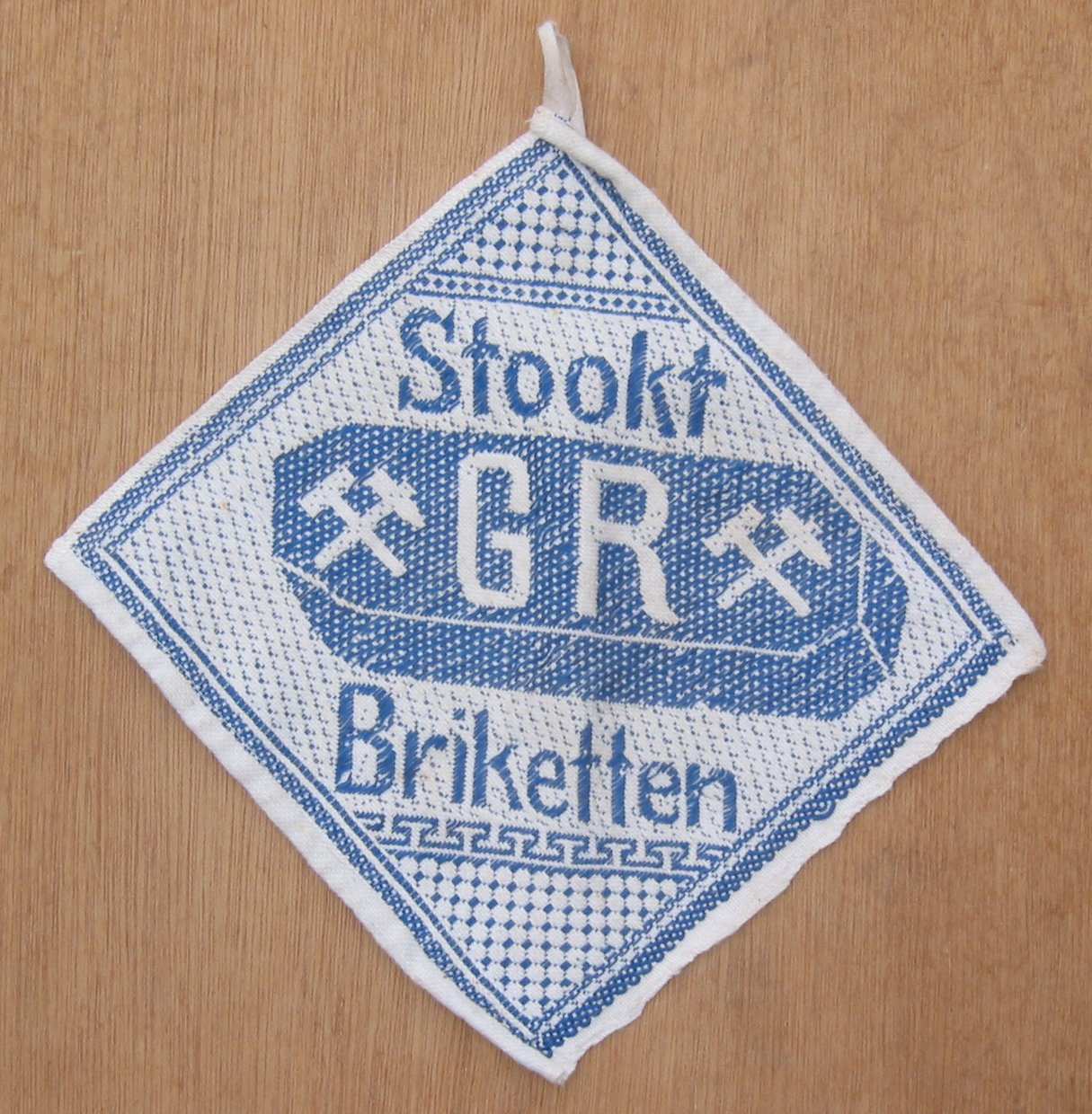
Een pannenlap.

Een pannenlap bestaat uit een dik stuk stof en wordt gebruikt om een hete pan of ovenschalen mee op te tillen.
Gebruikelijke manieren en stoffen om pannenlappen van te maken:
- dikke katoenen badstof
- gehaakte of gebreide katoen
- gewatteerde katoenen stof